# 劉復 (洪武進士)
劉復（？—？），福建建宁府建安县人，明朝政治人物、同進士出身。

## 生平
洪武二十六年，福建癸酉科鄉試中舉。洪武二十七年（1394年）甲戌科進士，授归安县知县。